# Abri Agnes Vaille
L'abri Agnes Vaille, en anglais : Agnes Vaille Shelter, est un refuge de montagne américain situé près du sommet du pic Longs, dans le comté de Larimer, au Colorado. Protégé au sein du parc national de Rocky Mountain, cet édicule empruntant au style rustique du National Park Service est inscrit au Registre national des lieux historiques depuis le 24 décembre 1992. On l'atteint via l'East Longs Peak Trail, lequel est également inscrit au Registre national des lieux historiques.